# Jan Lehár
Jan Lehár (23. ledna 1949 Zábřeh –
29. prosince 2004 Praha) byl český medievista, literární historik, lexikograf, editor a vysokoškolský pedagog. Zabýval se českou středověkou lyrikou a epikou, které v duchu komparativní metody vřazoval do kontextu světové literatury.

## Život
Maturoval na gymnáziu v Zábřehu na Moravě (1967). Vystudoval bohemistiku a romanistiku na filozofické fakultě v Olomouci, čtyři semestry strávil na filozofické fakultě v Praze. Jeho učitelé byli mimo jiné profesoři Oldřich Králík a Antonín Škarka. Absolvoval diplomovou prací, která se zabývala francouzskou lyrickou poezií přelomu 16. a 17. století (1972).
Po studiích nastoupil jako odborný pracovník do Muzea Jana Amose Komenského v Uherském Brodě. V roce 1974 natrvalo přesídlil do Prahy, kde pracoval nejprve jako odbytově-propagační referent v nakladatelství Academia, později od roku 1976 jako redaktor nakladatelství Odeon.
Do akademické obce vstoupil po roce 1990. Působil v Ústavu pro českou a světovou literaturu ČSAV a od roku 1993 v novém Ústavu pro českou literaturu AV ČR. V oddělení literární historie a lexikografie se jako autor a redaktor významně podílel na vzniku Lexikonu české literatury, zejména třetího až čtvrtého dílu, včetně dodatků.
Habilitoval se na své alma mater, Filozofické fakultě Univerzity Palackého (1991), prací Česká středověká lyrika. Od roku 1991 přednášel dějiny starší české literatury na Filozofické fakultě Univerzity Karlovy. V devadesátých letech přednášel jako hostující profesor na univerzitách v Padově a v Udine, kde mimo jiné proslovil přednášky Česká středověká literatura – definice pojmu a struktura vývoje nebo Co dal Roman Jakobson české medievistice.
Zemřel předčasně a náhle, ve věku nedožitých šestapadesáti let v Praze.

## Dílo

### Raná vědecká činnost
Doktorát byl Janu Lehárovi udělen v roce 1973 na základě disertační práce Symbolika v lyrické poezii básnické generace Agrippy d’Aubigné. Lehárova disertace byla autorským překladem jeho francouzsky psané diplomové práce o francouzské poezii přelomu 16. a 17. století. Na počátku své literárněhistorické kariéry se zaměřoval na francouzskou medievistiku, nejpozději do roku 1977 však svoje odborné zaměření obrátil k medievistice české.
Středověké literatuře románské provenience se nadále věnoval jako editor. Uspořádal výbor z veršů Guillauma de Machauta (básníka, skladatele a sekretáře Jana Lucemburského). Orientace na romanistiku se propsala také do jeho prací bohemistických, protože se v duchu komparativní metody systematicky snažil památky starší české literatury včlenit do evropského kontextu.
Do české literárněvědné medievistiky vstoupil třiadvacetiletý Lehár polemickou studií Úvahy o dvou staročeských básních (1972). Kritizoval v ní neuspokojivou interpretaci staročeských skladeb Mistr Lepič a Kocovník, kterou předložil filosof a literární vědec Dmytro Čyževśkyj (1936). Lehár upozornil na dosud přehlíženou numerickou symboliku obou skladeb, jejich vznik umístil do druhé poloviny 14. století a předložil hypotézu, že obě skladby jsou dílem totožného autora, respektive jedné básnické školy.

### Staročeská epika
Následovaly další časopisecké studie o Dalimilově kronice, Alexandreidě, Svatokateřinské legendě, ale také o díle J. A. Komenského. Poprvé byly výsledky Lehárova literárněhistorického bádání souhrnně představeny v monografii Nejstarší česká epika s podtitulem Dalimilova kronika, Alexandreida, první veršované legendy (1983). Kniha obsahuje texty vydané časopisecky ve druhé polovině 70. a na počátku 80. let. O devět let později (1992) byl Lehárovi na základě této práce udělen titul kandidát věd (CSc.). Nejstarší česká epika přináší nový pohled na epické texty rané české literatury, například předkládá otázku, jestli Kronika tak řečeného Dalimila představuje jeden z počátků české epické tradice, anebo je naopak dědictvím mnohem starší narativní kultury.

### Staročeská lyrika
Jan Lehár spolupracoval na edici Legendy o svaté Kateřině (1983): Na základě Lehárova doslovného převodu ze staré češtiny pořídil Jiří Pelán novočeský překlad. Po vydání této knihy lze u Lehára pozorovat znatelný odklon zájmu od problematiky české středověké epiky k české středověké lyrice. V tom samém roce, kdy vydal Svatokateřinskou legendu, publikoval studie o staročeské kurtoazní kultuře a milostné lyrice, kterou kurtoazní kultura pěstovala. Pokusil se zasadit kořeny světské milostné lyriky nikoli pouze do dvorského kontextu, ale také do tradic folklorních.
Do konce 80. let publikoval například časopisecké studie o Závišově písni, významném textu české kurtoazní lyriky. S Františkem Všetičkou vedl polemiku o písni Šla dva tovařišě a vydal kritickou edici tak zvaného druhého a třetího sporu duše s tělem, kterou doprovodil studií.
Lehárovo bádání v oblasti starší lyrické poezie vyústilo ve vydání antologie Česká středověká lyrika (1990), na základě které se o rok později habilitoval na filozofické fakultě v Olomouci. Tuto dosud nejúplnější antologii českého lyrického básnictví od počátků po husitské období (jak duchovního, tak světského) doprovodil rozsáhlou úvodní studií.

### Moderní česká literatura
Na novočeském materiálu (Neruda, Sládek, Vančura) se Lehár zabýval problematikou literárního stylu, kterou Pavel Trost pojmenoval jako tzv. sémantizaci formy. Tyto studie Lehár vydal ve svazku Studie o sémantizaci formy (2005). Je to poslední kniha, kterou dokončil před smrtí. Představuje výstup Lehárovy celoživotní medievistické práce, zároveň je však autor představen jako vynikající znalec moderní literatury (studie Metafora jako princip Halasovy epičnosti), ale také jako interpret, který se snaží najít most mezi staročeskou a novočeskou poezií (Erbenovy reminiscence ze staročeské poezie).

### Pedagogická činnost
Jan Lehár s Alexandrem Stichem napsali středoškolskou příručku k dějinám české literatury (1997), včetně čítanky. Později byl tento Lehárův a Stichův text převzat do souboru Česká literatura od počátků k dnešku (1998), který měl původně stejné žánrové poslání (středoškolská učebnice). To však překročil a dnes je považován za jedno ze základních kompendií, podávajících souvislý výklad o historii české literatury „od počátků k dnešku“. Na dalších dvou oddílech učebnice se autorsky podíleli Jaroslava Janáčková (19. stol.) a Jiří Holý (20. století).

### Editor
Z ediční činnosti Jana Lehára výběrově připomeňme ty edice, které připravil pro nakladatelství Odeon – Jarmila Glazarová: Advent (1979, 17. vydání), Antonín Škarka: Půl tisíciletí českého písemnictví (1986, 1. vyd., výbor z odborných prací Lehárova učitele prof. Škarky) – a další. Lehár byl mimo jiné také součástí editorského týmu, který vydal čtvrtý svazek Díla Jana Amose Komenského (Praha: Academia, 1983). Spolu s Vladimírem Justlem pro Supraphon sestavil zvukovou antologii české poezie od středověku po Karla Hynka Máchu, nazvanou Čtveročasí básnictví českého (1981–1982, celkem 4 LP). S Jitkou Pelikánovou vydal opravenou a komentovanou edici dvou staročeských skladeb (Spor duše s tělem, O nebezpečném času smrti, 2. vyd.). K prvnímu vydání Spor připravili Roman Jakobson a Stanislav Petíra (1927).

### Redaktor
Jan Lehár byl členem redakčního kruhu Listů filologických (1997–1998). Těžiště Lehárovy redakční činnosti ovšem spočívá v Lexikonu české literatury, zejména v jeho třetím a čtvrtém dílu, přestože jako autor hesel přispěl už do dílu druhého (tři hesla: Matěj z Janova, Tomáš X. Laštovka, Jan Liberda). Lehár se počínaje třetím dílem stal členem redakční rady Lexikonu a redaktorem hesel o starší literatuře. V obou dílech se dohromady jedná o desítky hesel, která buď autorsky zpracoval nebo redigoval. Vydání čtvrtého, tj. posledního dílu Lexikonu se nedožil.

### Odkaz Jana Lehára
Lehárův přínos k interpretaci středověké literatury spočívá v mnohostrannosti jeho badatelské metody. K textům starší české literatury přistupoval s bohatými znalostmi v oblasti literární teorie (formalismus, strukturalismus, komparatistika), západoevropské medievalistiky (především francouzské) a také v oblasti dobového společenského či filozofického ovzduší. Kombinoval výklad genetický a hermeneutický. Díla středověké literatury pro Lehára byla pořád aktuálními, stále živými estetickými objekty, a podle toho k nim také přistupoval.